# José Alves Ferreira
José Alves Ferreira (1891 - 19??) foi um político português, e governador interino da Índia Portuguesa, em 1948.